# Párrafo
Un párrafo, también llamado parágrafo o acápite (del latín tardío paragrăphus y este del griego παράγραφος [parágraphos], y este de παρα, «próximo, semejante», y γραφος, «escritura»), es una unidad comunicativa del lenguaje escrito compuesta por un conjunto de oraciones que tienen cierta unidad temática o que, sin tenerla, se enuncian juntas. Es un componente del texto que en su aspecto externo termina en un punto y aparte. Habitualmente comprende varias oraciones relacionadas sobre el mismo subtema, y una de ellas expresa la idea principal.
En varias obras escritas, los parágrafos o párrafos suelen ser indicados con el signo tipográfico llamado muchas veces calderón representado gráficamente de este modo: ¶. En ocasiones es indicado con el signo de párrafo: §.

## Características principales
Todo párrafo se caracteriza por ser dueño de un conjunto de oraciones que concatenadas a través de la unidad y la coherencia, proyectan una idea sólida y consumada que cumple así la exigencia entre lo que pensamos, lo que queremos decir, y lo que realmente decimos.

#### Oración principal
El párrafo está constituido por una oración principal que puede ser distinguida fácilmente, ya que enuncia la parte esencial de la cual dependen los demás. Es posible decir entonces que la oración principal posee un sentido esencial del párrafo. La oración principal puede aparecer en el texto de forma implícita o explícita. Cuando la oración principal está implícita, ésta no aparece por escrito en el párrafo y es necesario deducirla. En cambio, la explícita, sí la encontramos escrita y podemos encontrarla al principio, en el medio o al final del párrafo.

#### Oraciones secundarias
Pueden ser de dos tipos: de coordinación o subordinación. Son coordinadas aquellas que están unidas mediante conjunciones y posee en sí mismo un sentido completo. Son subordinadas aquellas que solo adquieren sentido en función de otra.

#### Unidad y coherencia
Consiste en la referencia común de cada una de sus partes, es decir, que la oración principal como las secundarias se refieren a un solo hecho. La coherencia es la organización apropiada de las oraciones de tal forma que el contenido del párrafo sea lógico, claro y se entienda.
En la literatura de ficción, el párrafo es algo más abstracto y depende su configuración de la técnica del escritor y de las características de la acción en la narración. La ordenación de las diferentes frases dentro del párrafo es más libre, y, lo más relevante, la frase con mayor peso narrativo puede aparecer al comienzo, al medio o al final.
Un párrafo puede ser tan corto como una palabra o abarcar varias páginas. Un caso extremo se produce en El cazador de leones, de Javier Tomeo, una novela corta compuesta por dos párrafos. El primero ocupa casi la totalidad de la novela (páginas 9 a 92).

## Tipos de párrafos

#### De causa/efecto
En él se presenta un suceso, fenómeno o situación y las causas de este.

#### Narrativos
Los párrafos narrativos relatan una serie de eventos en orden temporal, utilizando conectores como "después" o "entonces". Son comunes en cuentos, novelas y relatos

#### Descriptivos
Los párrafos descriptivos detallan características de personas, lugares u objetos para crear una imagen clara usando adjetivos y descripciones sensoriales.

#### Argumentativos
Tiene como objetivo expresar opiniones o rebatirlas con el fin de persuadir a un receptor. La finalidad del autor puede ser probando o demostrando una idea (o tesis), refutar la contraria, o bien, persuadir o disuadir al receptor sobre determinados comportamientos, hechos o ideas. Es cuando hay una discusión entre dos o varias personas sobre alguna idea o hecho.

#### Expositivos
Sirve para explicar o desarrollar más ampliamente el tema que se está presentando. Estos suelen ser más extensos y abundantes, dependiendo de la complejidad del tema o del concepto que se esté explicando.

#### Relativos
Las ideas se presentan de manera relativa, por lo tanto la interpretación de dicho párrafo es diferente para cada lector y, a diferencia del párrafo argumentativo, este es utilizado frecuentemente en los ensayos científicos, puesto que la naturaleza de dichos trabajos se presta para generar controversia y confusión.

#### Comparación o contraste
Consiste en comparar objetos o ideas con el propósito de diferenciar o decir sus semejanzas. Algunas expresiones de este párrafo son: "con respecto a" o "a diferencia de".

#### Enumeración
Se enumeran situaciones de manera que vamos de lo más importante a lo menos importante.

#### Diálogo
Es una conversación entre un hablante y un oyente que van alternando estos papeles.
Es importante mencionar que muchas veces los textos utilizan varios tipos de párrafos, es decir que, por ejemplo, un artículo en el periódico puede ser descriptivo, expositivo y narrativo al mismo tiempo.

## Tipos de párrafos según su tipografía

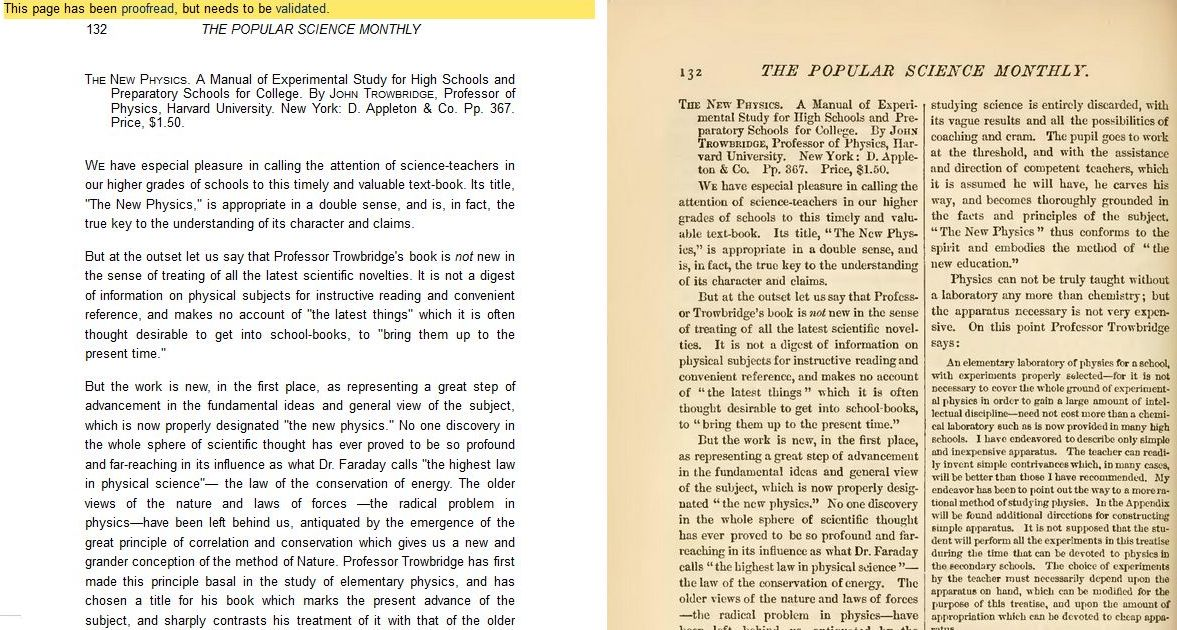
Párrafos en bloque a la izquierda y ordinario a la derecha

En tipografía, para ayudar al lector a encontrar el comienzo del párrafo, hasta el siglo XV se usaba el calderón, sin separar los párrafos. Posteriormente se empezó a indicar el comienzo de párrafo separándolos en diferentes líneas con espacio extra. Según cómo se añada este espacio, podemos distinguir tres tipos de párrafos:

#### Párrafo ordinario, normal o español
Es el más frecuente y se caracteriza por contener una sangría en la primera línea.
Se compone abriendo con sangría el primer renglón, con líneas del mismo ancho y dejando corta la última, tirada a la izquierda. Esto produce rectángulos de texto bien definido, pero se necesita realizar un cuidadoso corte al final de cada línea para lograr un color tipográfico homogéneo.
No es necesario separar estos párrafos entre sí con una línea en blanco, debido a que la sangría indica el inicio de un nuevo párrafo. La sangría común mide un cuadratín, es decir que su espacio es el mismo que el cuerpo en que está compuesto el texto.

#### Párrafo moderno, en bloque o alemán
No contiene sangrías y se distingue por la mitad de la interlínea para separarlo de los párrafos contiguos.

#### Párrafo en forma de sumario o francés
Todas sus líneas tienen una sangría salvo la primera. Se utiliza de forma frecuente en textos de diccionarios, bibliografías, índices alfabéticos o texto cuyos componentes tienen algún tipo de numeración.